# Rapture of the Deep
A Rapture of the Deep a Deep Purple 18. stúdióalbuma, amely 2005 novemberében jelent meg. Az albumot egyaránt pozitívan fogadta a kritika és a rajongók is, több európai országban bekerült a Top20 eladási listákra.
A Wrong Man c. szám a bebörtönzött gyermekgyilkos Wayne Williamsről szól, bár Ian Gillan a koncerteken saját magára értelmezi a szöveget.

## Az album dalai
1. "Money Talks" – 5:32
2. "Girls Like That" – 4:02
3. "Wrong Man" – 4:53
4. "Rapture of the Deep" – 5:55
5. "Clearly Quite Absurd" – 5:25
6. "Don't Let Go" – 4:33
7. "Back to Back" – 4:04
8. "Kiss Tomorrow Goodbye" – 4:19
9. "MTV" (ráadás szám a limitált kiadáson) – 4:56
10. "Junkyard Blues" – 5:33
11. "Before Time Began" – 6:31

### 2006-os speciális kiadás bónusz CD-je
1. "Clearly Quite Absurd" (új változat)
2. "Things I Never Said" (Az eredeti CD-n csak Japánban jelent meg)
3. "The Well-Dressed Guitar" (kiadatlan instrumentális dal a Bananas album idejéből)
4. "Rapture of the Deep (élő)"*
5. "Wrong Man (élő)"*
6. "Highway Star (élő)"*
7. "Smoke on the Water (élő)"*
8. "Perfect Strangers (élő)"*

(*) A koncertfelvételek 2005. október 10-én készültek a londoni Hard Rock Cafe-ban.

## Közreműködők
- Ian Gillan – ének
- Steve Morse – gitár
- Don Airey – billentyűk
- Roger Glover – basszusgitár
- Ian Paice – dob